# Avraham Granot
Avraham Granot, (en hébreu : אברהם גרנות), est un homme politique israélien né en 1890 et mort en 1962.

## Biographie
Il est né dans l'Empire russe maintenant en Moldavie. En 1911, il part étudier à Tel Aviv au Lycée hébraïque Herzliya. Il étudie en Suisse à l'université de Fribourg et à l'université de Lausanne. Il est docteur en 1917. Il s'installe en Palestine mandataire en 1922. Il travaille à l'université de Jérusalem et devient membre du Parti progressiste.
En 1948, il est signataire de la Déclaration d'indépendance de l'État d'Israël et devient membre du premier gouvernement.